# Magnus Stålsvärd

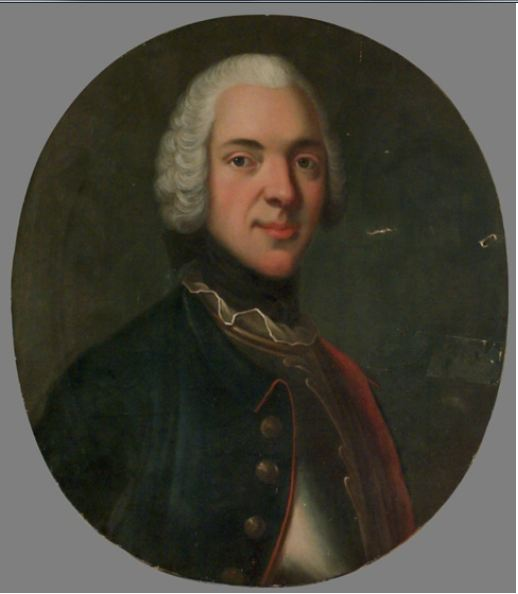
Magnus Stålsvärd

Magnus Stålsvärd (eller Ståhlsverd), ursprungligen Tjeder, född den 20 juni 1724, död den 23 juli 1756, var en svensk ingenjörofficer och militärförfattare. 
Tjeder ingick som volontär vid Fortifikationen 1740, blev underofficer vid Upplands regemente 1742 och deltog såsom sådan i kriget i Finland. År 1745 blev han underkonduktör vid Fortifikationen, varefter han ingick i fransk tjänst vid regementet Royal suédois, där han samma år blev fänrik och 1747 löjtnant. År 1748 övergick han som kapten i westfaliska kretsens tjänst. 
Återkommen till Sverige, blev han kapten 1750 och placerad i Landskrona, men 1751 blev han informationsingenjörkapten vid Livgardet samt var dessutom lärare vid Fortifikationen och K. Kadettkåren från 1752. Han adlades 1751 med namnet Stålsvärd. Som invecklad i hovpartiets revolutionsplaner 1756 blev han dömd till döden och avrättad samma år. En av hans elever var Göran Magnus Sprengtporten som närvarade vid avrättningen. Hans Föreläsningar i reguliere fortification (1755) är av stort värde. Hans befästningsförslag utmärks av riklig användning av bombfasta valv.